# James C. Jones
James C. Jones (Davidson megye, 1809. április 20. – Memphis, 1859. október 29.) az Amerikai Egyesült Államok Tennessee államának szenátora.